# Sever
Sever je stran neba, določena je s presekom opazovalčevega obzorja v smeri, v kateri je senca navpičnega stebra podnevi najkrajša.